# Rodynske
Rodynske (ukrainisch Родинське; russisch Родинское Rodinskoje) ist eine Stadt in der ukrainischen Oblast Donezk mit etwa 40 Einwohnern (2025).

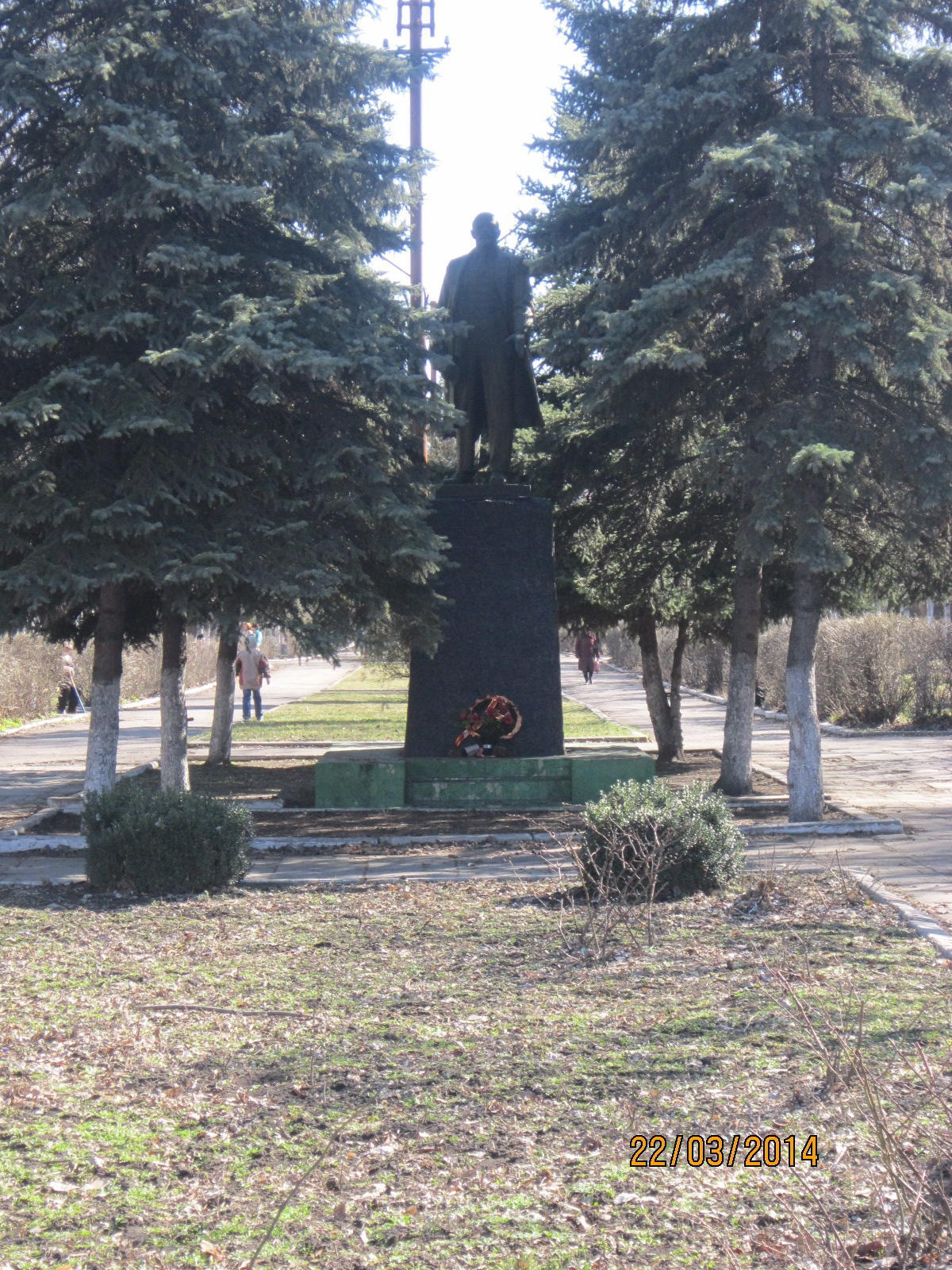
Denkmal im Ort

Die Bergarbeiterstadt im Donbass wurde 1950 gegründet und liegt an der Territorialstraße T–05–15. Rodynske erhielt 1962 den Status einer Stadt. Die Stadt Dobropillja liegt 21 km nordnordwestlich von Rodynske.
Am 12. Juni 2020 wurde die Stadt ein Teil neugegründeten Stadtgemeinde Pokrowsk, bis war sie ein Teil der  Stadtratsgemeinde Pokrowsk welche direkt der Oblastverwaltung unterstand und im Norden des ihn umschließenden Rajons Pokrowsk lag.
Seit dem 17. Juli 2020 ist sie ein Teil des Rajons Pokrowsk.